# Фазан золотий
Фазан золотий (Chrysolophus pictus) — один з найяскравіших представників родини фазанових. Батьківщиною цього птаха є Китай. Самці відрізняються дуже красивим пір'ям, тому представники виду в ролі декоративних птахів утримуються в зоопарках і на птахофермах. У Європі золотих фазанів можна спостерігати переважно в неволі. У Середній Європі і Великій Британії існують напівдикі популяції золотого фазана, однак цих полохливих птахів у природних умовах побачити складно.

## Зовнішній вигляд
Золотий фазан належить до числа найкрасивіших видів. Самець з густим чубом із золотисто-жовтим пір'ям і з коміром помаранчевого пір'я з бархатисто-чорними облямівками. Спина золотисто-жовта; нижня сторона тіла блискуча і яскраво-червона. Плечове пір'я темно-синє. Самка іржаво-бура з чорними плямами і смужками.

## Середовище існування
Вид мешкає на півдні Забайкальської області до Амура, в Східній Монголії і в Південному Китаї. При цьому батьківщиною золотого фазана є Китай — територія, на північному заході обмежена Тибетським нагір'ям, на сході провінцією Аньхой, на півдні провінціями Ґуйчжоу.
Золоті фазани живуть в гірських районах центральної частини Китаю на висоті до 2000 метрів над рівнем моря, в гірських лісах південно-східного Тибету і на півночі Ассаму. У східній частині Тибету живе також споріднений фазан алмазний (Chrysolophus amherstiae). Однак золотий населяє низинний пояс гір, а алмазний — вищий (2000-3000 метрів над рівнем моря). Фазани населяють бамбукові зарості в передгір'ях.
Золоті фазани уникають лісової, болотистій і відкритій місцевості. Золотий фазан живе поблизу сільськогосподарських угідь, з'являючись на чайних плантаціях і терасових полях. Кільком завезеним до Великої Британії золотим фазанам вдалося втекти на волю. Птахи освоїлися в новому середовищі, почали гніздитися і незабаром утворили досить велику популяцію. Тут, однак, золоті фазани воліли інший тип місцевості: густі соснові, листяні і навіть змішані ліси.

## Їжа
Нерідко заради різноманітності золоті фазани скльовують дрібних жуків і павуків. Вдень вони харчуються на землі, а вночі сплять, рятуючись від хижаків, високо на деревах. Золотий фазан тримається в межах власної території. Птахи, які живуть високо в горах, удень часто спускаються в більш низькі райони. У пошуках їжі золотий фазан з легкістю пролізає навіть крізь самі густі хащі. Раціон харчування золотих фазанів, що мешкають в Європі, мало вивчений. Ймовірно, меню європейських золотих фазанів не відрізняється від меню їх китайських родичів.

## Розмноження
Більшу частину року золоті фазани тримаються поодинці. З настанням весни поведінка птахів змінюється, і вони починають прагнути до партнерства.
Самці в період токування стають задиристими і агресивними по відношенню до суперників. Вони притягують самок за допомогою кудкудакання і різких криків «чак». Перед самкою виконують шлюбний танець: тремтячи крилами, самець кружляє біля неї, час від часу зупиняється і наближає свою голову до голови обраниці, демонструючи яскравий комір. Звісивши крила, самець стає так, щоб виглядати в кращому ракурсі, і самка змогла оцінити його чудовий хвіст. Після того як самець востаннє демонструє самці своє вбрання, птиці спаровуються.
Про те, як проходить гніздування, є трохи відомостей. Вміщені в неволі птиці відкладають яйця в неглибокі ямки. Під час насиджування яєць самок від ворогів рятує строкате оперення. Через два тижні після появи на світло пташенята фазана встають на крило, проте продовжують жити з матір'ю близько чотирьох місяців.

## Золотий фазан і людина
У Китаї люди здавна полюють на золотих фазанів заради м'яса і красивого пір'я.
У минулому золоті фазани експортувалися в багато інших країн як екзотичні птахи для зоопарків, але в Європі часто гинули від кліматичних умов. Вилов птахів в подібних цілях на стані виду практично не позначилось, хоча точна чисельність дикої популяції золотого фазана не відома.
Тисячі золотих фазанів вирощуються в неволі любителями птахів всього світу. У Європі цей птах відомий вже давно.

## Охорона
Китайським популяціям зникнення не загрожує. Чисельність британської популяції — 500—1000 пар.

## Цікаві факти
- Золотого фазана раніше називали золотою куркою.
- Золотий фазан може схрещуватися з алмазним фазаном, в результаті на світ з'являється здатне до розмноження потомство. З гібридів золотого і срібного фазанів до розмноження здатні тільки самці.
- Перші золоті фазани були завезені в Європу з Китаю в кінці XIX століття.
- Іменем золотого фазана названа марка словацького пива.

## Генетика
Каріотип: 82 хромосом (2n).
Молекулярна генетика.
Депоновані нуклеотидні послідовності в базі даних EntrezNucleotide, GenBank, NCBI, США: 148 (станом на 28 липня 2015).
Депоновані послідовності білків в базі даних EntrezProtein, GenBank, NCBI, США: 105 (станом на 28 липня 2015).
Геном: 1,21 пг (C-value).